# Хуши
Хуши (рум. Huși) — город в Румынии, в исторической области Молдова, третий по величине и важности город жудеца Васлуй.

## География
Город расположен в 45 км к северо-востоку от муниципалитета Васлуй, в центре исторической области Молдова, на берегу реки Прут, на границе с Республикой Молдова.

## История
Городок Хуши был, по некоторым сведениям, основан гуситскими переселенцами из Чехии. В истории XVIII столетия этот город известен тем, что здесь царь Пётр Первый, войска которого близ Хуши были во время Прутского похода окружены превосходящей турецкой армией, 23 июля 1711 года был вынужден подписать Прутский мирный договор.
В 1900 году население города составляло 13.404 человека, четверть из которых составляли евреи. В 2016 году население города составило 30484 человека.
Хуши является центром одноимённого православного епископства (рум. Episcopia Hușilor), основанного в 1598 году.
В Хуши родился  румынский художник Штефан Димитреску.

## Демография
По данным переписи населения 2002 года в городе проживали 29510 человек.

### Национальный состав
| Национальность | Кол-во человек | Процент |
| -------------- | -------------- | ------- |
| Румыны         | 29349          | 99,5%   |
| Цыгане         | 129            | 0,4%    |
| Евреи          | 13             | < 0,1%  |
| Венгры         | 9              | < 0,1%  |
| Итальянцы      | 4              | < 0,1%  |
| Украинцы       | 2              | < 0,1%  |
| Греки          | 2              | < 0,1%  |
| Немцы          | 1              | < 0,1%  |

### Родной язык
| Язык        | Кол-во человек | Процент |
| ----------- | -------------- | ------- |
| Румынский   | 29492          | 99,9%   |
| Венгерский  | 9              | < 0,1%  |
| Цыганский   | 3              | < 0,1%  |
| Итальянский | 3              | < 0,1%  |
| Украинский  | 1              | < 0,1%  |
| Греческий   | 1              | < 0,1%  |

### Вероисповедание
| Вероисповедание | Кол-во человек | Процент |
| --------------- | -------------- | ------- |
| Православные    | 23580          | 79,9%   |
| Римо-католики   | 5826           | 19,7%   |
| Адвентисты      | 21             | 0,1%    |
| Греко-католики  | 14             | < 0,1%  |
| Иудеи           | 13             | < 0,1%  |
| Бретрены        | 12             | < 0,1%  |
| Пятидесятники   | 11             | < 0,1%  |
| Нерелигиозные   | 4              | < 0,1%  |
| Унитарии        | 3              | < 0,1%  |
| Атеисты         | 3              | < 0,1%  |
| Реформаты       | 1              | < 0,1%  |
| Баптисты        | 1              | < 0,1%  |
| Не указали      | 1              | < 0,1%  |

## Известные уроженцы
- Холбан, Антон (1902 - 1937) —  румынский прозаик, драматург.

## Города-побратимы
- Одесса (Украина)
- Чимишлия (Молдавия)[3]